# Potrebe
Potrebe proizlaze iz poriva za podmirivanjem nekog stvarnog ili umišljenog manjka, te definiraju čovjeka kao prirodno, društveno i ljudsko biće.
Postoji nekoliko načina podjele potreba: prema njihovoj važnosti za opstanak ljudskog bića, prema opsegu njihovog zadovoljavanja, prema vrsti proizvoda i usluga potrebnih za njihovo zadovoljavanje, itd.

## Podjela
Potrebe se prema svojoj važnosti za opstanak dijele na egzistencijalne (ili fiziološke), društvene i luksuzne.

Egzistencijalne ili fiziološke potrebe su hrana, voda, odjeća, smještaj (ili: krov nad glavom), lijekovi, itd.

Društvene potrebe si potreba za sigurnošću, kontaktom, obrazovanjem, zdravstvenom njegom i slično.

Luksuzne potrebe se zadovoljavaju svim proizvodima ili uslugama koji se u datom trenutku i u okviru stupnja razvoja pojedinog društva smatraju luksuzom (pojedine potrebe su se prema tome iz prijašnjih lukzusnih postupno pretvorile u društvene ili obrnuto).
Potrebe se prema opsegu njihovog zadovoljavanja dijele na individualne i kolektivne.

Individualne potrebe su potrebe koje čovjek može zadovoljiti kao jedinka, bez upliva ili pomoći drugih ljudi.

Kolektivne potrebe su uglavnom one koje se zadovoljavaju organiziranjem društvenih zajednica (od plemena do države).
Potrebe se prema vrsti proizvoda ili usluga potrebnih za njihovo zadovoljavanje dijele na materijalne i nematerijalne.

Materijalne potrebe su hrana, namještaj, odjeća, itd.

Nematerijalne potrebe su potrebe za umjetnošću, religijskim produhovljenjem, društvenim ugledom i slično.

Osim navedenih potreba, postoje još i prikrivene (ili latentne) potrebe, te komplementarne potrebe.

Prikrivene ili latentne potrebe su potrebe čijeg postojanja čovjek uglavnom nije svjestan i koje se "bude" pod utjecajem društvenih okolnosti (primjerice, susjedov novi auto), tj. pod utjecajem reklama i medija.

Komplementarne potrebe su potrebe koje nastaju tek nakon zadovoljenja neke druge potrebe (primjerice: zadovoljenje potrebe za novim stanom stvara potrebu za novim namještajem).